# جنگجوی سرکش (بازی ویدئویی)
جنگجوی سرکش یک بازی ویدیویی تیراندازی اول شخص است که برای اولین بار در سال ۲۰۰۹ توسط شرکت توسعه ربیلون توسعه داده شده و توسط بتزدا برای مایکروسافت ویندوز، پلی استیشن ۳ و ایکس باکس ۳۶۰ انتشار یافت. این بازی در تاریخ ۲۶ نوامبر ۲۰۰۹ در استرالیا، ۲۷ نوامبر در اروپا و ۱ دسامبر در آمریکای شمالی منتشر شد.
در جنگجوی سرکش، ایالات متحده ریچارد مارکینکو که یک جانباز نیروی دریایی ایالات متحده آمریکا است را در مأموریتی به کره شمالی، برای از بین بردن موشک‌های بالستیک فرستاده‌است. صدا گذار شخصیت مارکینکو میکی رورک است.